# ニュージーランド (巡洋戦艦)
| 竣工時の「ニュージーランド」 | |
| 艦歴                         | |
| 発注                         | フェアフィールド社ゴーヴァン造船所1909年に発注 |
| 起工                         | 1910年6月20日 |
| 進水                         | 1911年7月1日 |
| 就役                         | 1912年11月 |
| 退役                         | |
| その後                       | 1922年12月にスクラップとして売却 |
| 除籍                         | 1922年12月19日 |
| 性能諸元                     | |
| 排水量                       | 常備：19,100トン 満載：22,110トン |
| 全長                         | 590 ft (179.8 m) |
| 全幅                         | 80 ft (24.4 m) |
| 吃水                         | 27 ft (8.2 m) |
| 機関                         | バブコック・アンド・ウィルコックス式石炭・重油混焼水管缶32基 +パーソンズ式直結タービン（高速・低速）2組4軸推進 |
| 最大出力                     | 44,000hp |
| 最大速力                     | 25.8ノット（47.8 km/h） |
| 航続距離                     | 10ノット/6,300海里 |
| 燃料                         | 石炭：3,170トン 重油：840トン |
| 乗員                         | 820-1,200名 |
| 兵装                         | アームストロング 30.5cm（45口径）連装砲4基 アームストロング 10.2cm（50口径）単装速射砲16基 オチキス4.7cm（43口径）単装機砲4基 45cm水中魚雷発射管単装3門（艦首1門・片舷1門ずつ）                                                                 |
| 装甲                         | 舷側：152mm（水線最厚部）、102mm（水線末端部） 甲板：19mm（平坦部）、64mm（傾斜部） 主砲塔：178mm（前盾）、76mm（天蓋） バーベット：178mm（甲板上部）、51mm（甲板下部） 弾薬庫：89mm（上面） 司令塔：254mm（前盾）、178mm（側盾）、76mm（天蓋） |

ニュージーランド (HMS New Zealand) はイギリス海軍の巡洋戦艦。インディファティガブル級。

## 概要
20世紀初頭はイギリス海軍の増強に次ぐ増強を重ねており、イギリス帝国の諸国も支援を求められた。当時のニュージーランドの首相ジョセフ・ワードは1906年に、ニュージーランドも戦艦建造の資金を出すと発表した。その結果1909年度海軍計画において「オーストラリア」と共に建造されたのが巡洋戦艦「ニュージーランド」である。しかし、ニュージーランドの港湾能力や国防予算では巡洋戦艦を維持できないので就役後は本国に寄贈された。

## 艦歴
フェアフィールド社で1910年6月20日起工。1911年7月11日進水。1912年11月23日就役。建造費用は178万3190ポンドであった。
1913年に「ニュージーランド」は10ヶ月かけてイギリスの自治領を巡った。その後グランドフリートの第1巡洋戦艦戦隊に編入され、ヘルゴラント・バイト海戦に参加した。
1915年1月15日に「ニュージーランド」は第2巡洋戦艦戦隊旗艦となった。その翌週、「ニュージーランド」はドッガー・バンク海戦に参加した。この海戦でデイヴィッド・ビーティー提督の旗艦である巡洋戦艦「ライオン」が損傷したため、「ニュージーランド」がビーティーの旗艦となった。
1916年4月22日、「ニュージーランド」は北海で霧の中。巡洋戦艦「オーストラリア」と衝突した。「ニュージーランド」は5月30日に艦隊に復帰し、ユトランド沖海戦に参加した。この海戦で「ニュージーランド」は420発の12インチ（30.5cm）砲弾を発射した。また、X砲塔に11インチ砲弾が命中したが当たった角度がよく大きな損害はなく死傷者も出なかった。
1916年9月に再び第2巡洋戦艦戦隊に編入された。同年11月からロスサイスで修理を行い、その後第1巡洋戦艦戦隊に編入された。1917年11月17日、第2次ヘルゴラント・バイト海戦に参加。
1922年にワシントン海軍軍縮条約に基づき退役。翌年解体。

## 参考図書
- 「世界の艦船増刊第22集　近代戦艦史」（海人社）
- 「世界の艦船増刊第83集　近代戦艦史」（海人社）
- 「世界の艦船増刊第30集　イギリス戦艦史」（海人社）
- 「Conway All The World's Fightingships 1906–1921」（Conway）
- 「Jane's Fighting Ships Of World War I」（Jane）